# Glicerol-1-fosfataza
Glicerol-1-fosfataza (EC 3.1.3.21, alfa-glicerofosfataza, alfa-glicerolna fosfataza, glicerolna 3-fosfataza, glicerol-3-fosfatna fosfataza, glicerol 3-fosfatna fosfohidrolaza) je enzim sa sistematskim imenom glicerol-1-fosfat fosfohidrolaza. Ovaj enzim katalizuje sledeću hemijsku reakciju
glicerol 1-fosfat + H2O {\displaystyle \rightleftharpoons } glicerol + fosfat
Enzim iz alge Dunaliella deluje brže na sn-glicerol 1-fosfat nego na 3-fosfat.

## Literatura
- Nicholas C. Price; Lewis Stevens (1999). Fundamentals of Enzymology: The Cell and Molecular Biology of Catalytic Proteins (Third изд.). USA: Oxford University Press. ISBN 019850229X.
- Eric J. Toone (2006). Advances in Enzymology and Related Areas of Molecular Biology, Protein Evolution (Volume 75 изд.). Wiley-Interscience. ISBN 0471205036.
- Branden C; Tooze J. Introduction to Protein Structure. New York, NY: Garland Publishing. ISBN 0-8153-2305-0.
- Irwin H. Segel. Enzyme Kinetics: Behavior and Analysis of Rapid Equilibrium and Steady-State Enzyme Systems (Book 44 изд.). Wiley Classics Library. ISBN 0471303097.
- William P. Jencks (1987). Catalysis in Chemistry and Enzymology. Dover Publications. ISBN 0486654605.

## Spoljašnje veze
- Glycerol-1-phosphatase на 